# Xã Dodson, Quận Highland, Ohio
Xã Dodson (tiếng Anh: Dodson Township) là một xã thuộc quận Highland, tiểu bang Ohio, Hoa Kỳ. Năm 2010, dân số của xã này là 2.607 người.